# Gułag

Mapa obozów Gułagu w Związku Socjalistycznych Republik Radzieckich w latach 1923-1961

Gułag, GUŁag (zapis dopuszczalny: GUŁAG) – istniejący od 1930 podmiot zarządzania obozami pracy (łagrami)  w ZSRR, w którym więźniami byli zarówno przestępcy kryminalni, jak i więźniowie polityczni.

## Nazwa
Słowo „Gułag” jest akronimem rosyjskiej nazwy instytucji zarządzającej tym systemem: Главное управление исправительно-трудовых лагерей и колоний (Gławnoje uprawlenije isprawitielno-trudowych łagieriej i kolonij, Główny Zarząd Poprawczych Obozów Pracy). W rzeczywistości, w różnych okresach, instytucja ta nosiła różne nazwy. Jako synonim stosowane jest określenie łagry od rosyjskiego słowa obóz (лагерь, łagier). Niekiedy spotyka się nieprawidłowe użycie terminu „gułag” w znaczeniu „łagier” (pojedynczy).

## Historia

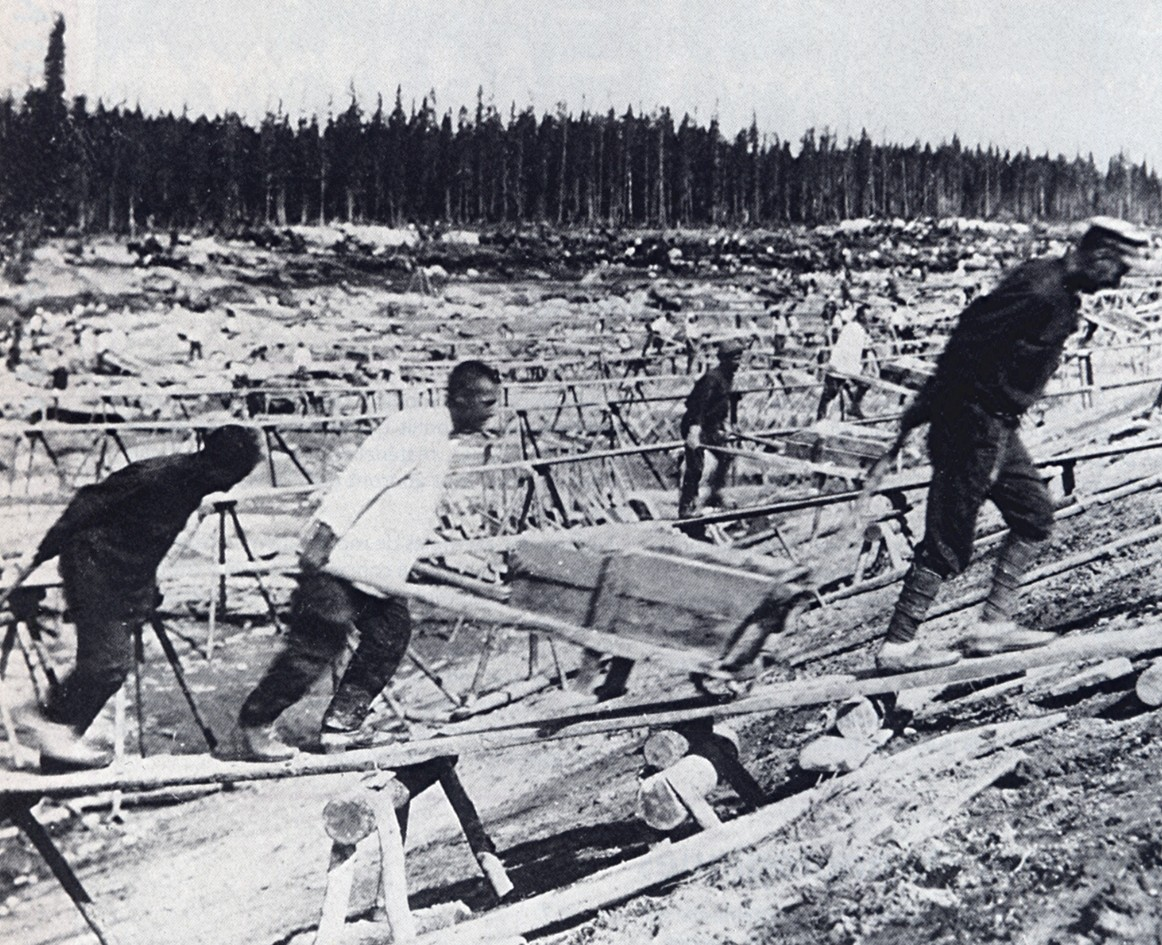
Więźniowie przy budowie Kanału Białomorsko-Bałtyckiego

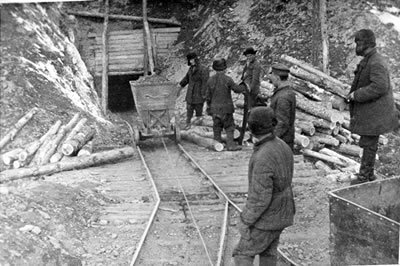
Więźniowie przy pracy w kopalni złota – Kołyma

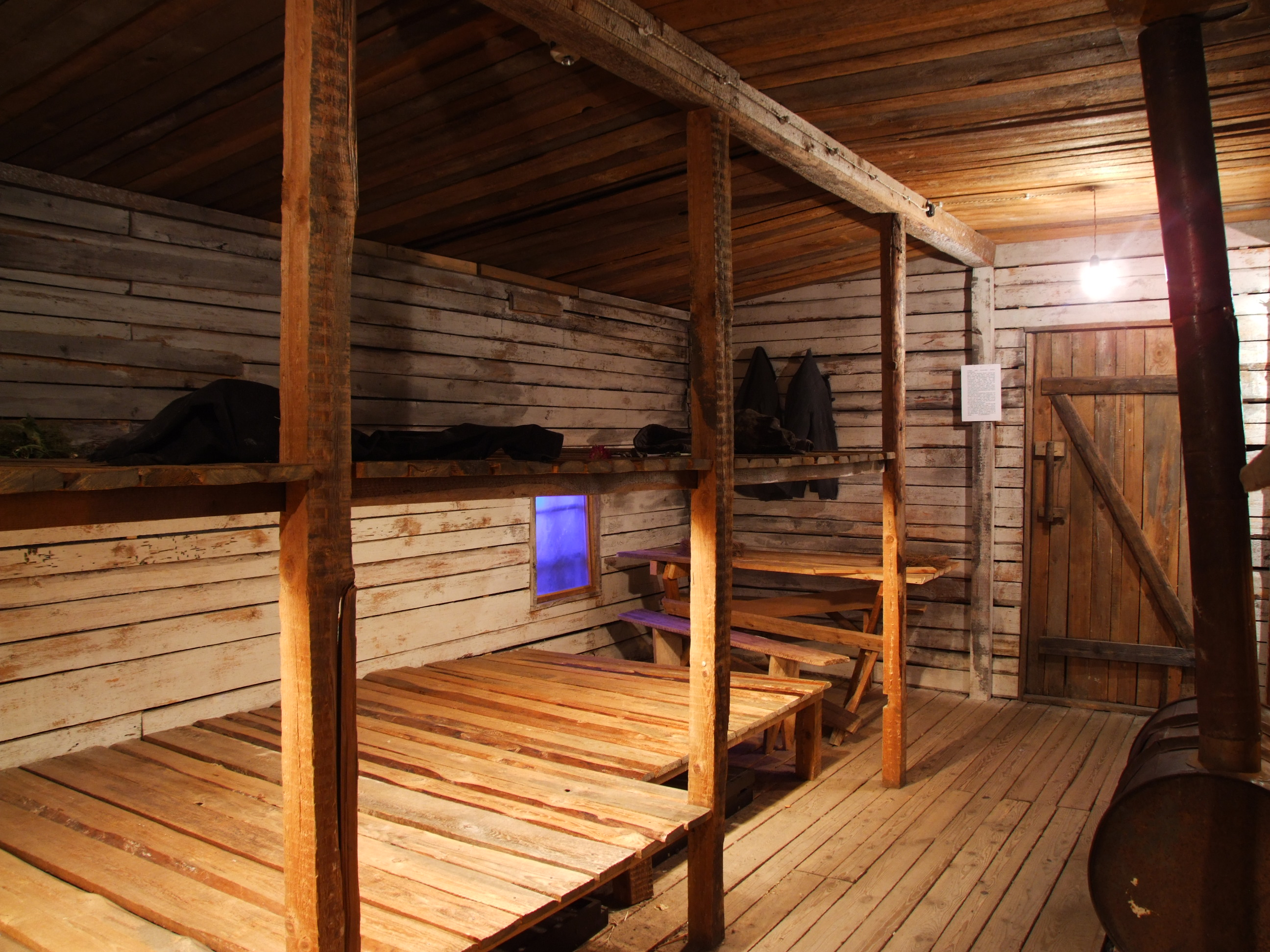
Rekonstrukcja typowego baraku mieszkalnego Gułagu – Muzeum Okupacji w Rydze

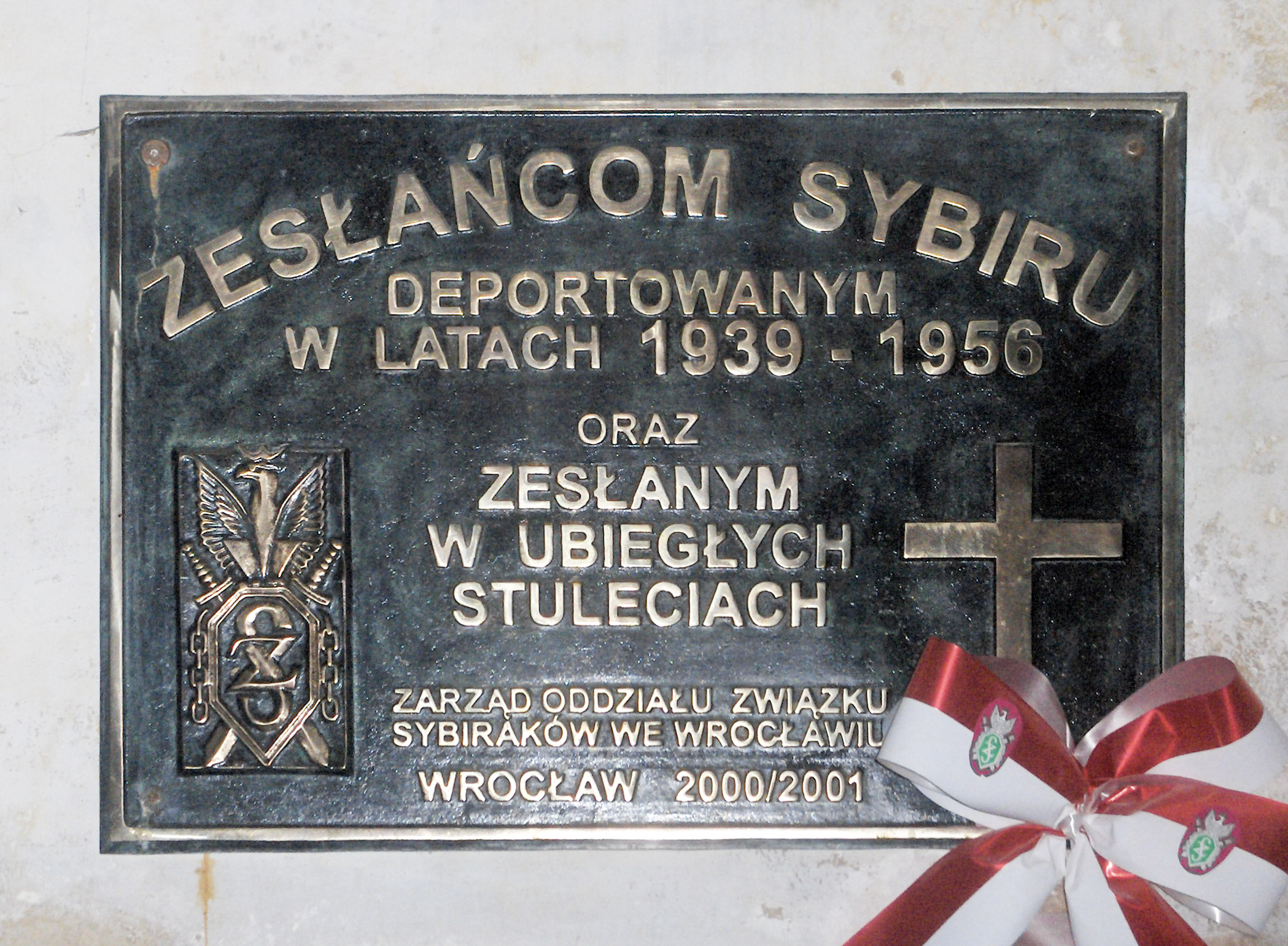
Tablica pamiątkowa poświęcona Zesłańcom Sybiru (bazylika św. Elżbiety we Wrocławiu)

System obozów został założony dekretem WCKW w 1918 roku, wkrótce po rewolucji październikowej[wymaga weryfikacji?]. Obok przedrewolucyjnego systemu penitencjarnego powstała sieć tzw. miejsc zamknięcia Czeka; oprócz tego funkcjonował podporządkowany CzeKa system obozów dla jeńców i uchodźców, a od 1919 roku – obozy pracy przymusowej (stosowano też nazwę obozy koncentracyjne). Obozy te miały charakter raczej doraźnych środków: CzeKa walczyła z przeciwnikami politycznymi raczej poprzez masowe rozstrzeliwania. Chaos gospodarczy, a później bezrobocie okresu NEP-u powodowały, że trudno było o samowystarczalność obozów.
Zalążkiem Gułagu jako miejsca izolowania i niewolniczej pracy osób podejrzanych politycznie był założony w 1923 na Wyspach Sołowieckich obóz szczególnego przeznaczenia – owiane złą sławą Sołowki (Соловецкий лагерь особого назначения, СЛОН). Obóz mógł pomieścić 50 tys. więźniów.
Formalnym początkiem GUŁAGU jako systemu powiązanych ze sobą obozów jest decyzja Biura Politycznego KC WKP(b) z 27 czerwca 1929 roku. Postanowiono wówczas powołać system powiązanych ze sobą obozów pracy, które miały docelowo zastąpić więzienia dla wszystkich więźniów, którzy mieli odsiadywać wyroki powyżej 3 lat. Kontrolę nad tym systemem miało sprawować OGPU.
W tym samym roku w ZSRR rozpoczęto przymusową kolektywizację i industrializację. Konsekwencją tej polityki była fala represji wobec oponentów reżimu. Z represjami spotykali się w szczególności zamożni chłopi (tzw. kułacy), duchowni i inteligenci. Z drugiej strony był to okres prześladowań członków WKP(b). Masowe represje sprawiły, że władze zmieniły początkowe plany. Obozy rozwijały się szybciej niż wcześniej planowano, obok więźniów kryminalnych przyjmowały setki tysięcy więźniów politycznych.
Do połowy 1930 roku utworzono sześć nowych łagrów OGPU: Wiszerski, Północny, Kazachstański, Dalekowschodni, Syberyjski i Środkowo-Azjatycki. W 1930 roku zostały one razem z Sołowkami podporządkowane jednolitej centrali Zarządu Obozów OGPU (Управление лагерями ОГПУ, УЛАГ), przemianowanego w następnym roku w Główny Zarząd Obozów – Gułag, którego nazwa stała się symbolem sowieckiego aparatu masowego terroru. Od kwietnia 1929 roku do września 1930 liczba więźniów obozów OGPU wzrosła z 20 tys. do 170 tys. i dalej szybko wzrastała (w styczniu 1934 wynosiła ponad 500 tysięcy).
Łagry powstawały często w oddalonych, słabo zaludnionych obszarach, na których budowano ważne obiekty przemysłowe lub transportowe. Model wykorzystywania pracy niewolniczej powstał przy budowie pierwszej „wielkiej budowy komunizmu” Kanału Białomorsko-Bałtyckiego (1931-1932). Budowa ta wykazała władzom, że więźniowie stanowią najlepszy rezerwuar siły roboczej w warunkach gospodarki planowej, a policja polityczna – OGPU – najlepiej może organizować takie budowy i eksploatować pracę więźniów. OGPU mogło bowiem – dysponując prawem zsyłki, możliwością swobodnego fabrykowania zarzutów, aresztowania i skazywania na obóz potrzebnych specjalistów – regulować dopływ siły roboczej. Sukces budowy kanału Białomorsko-Bałtyckiego skłonił władze do planowania kolejnych kanałów (Moskwa-Wołga, Wołga-Don) i magistrali kolejowych (Bajkalsko-Amurska, Workucka)
W 1934 Gułag został włączony w strukturę NKWD ZSRR przy jednoczesnym wcieleniu obozów, będących dotychczas pod zarządem ministerstw sprawiedliwości republik związkowych. W 1939 do GUŁagu włączono także tzw. kolonie pracy dla małoletnich oraz więzienia tranzytowe. Niektóre obozy były jednak podporządkowane innym instytucjom. W marcu 1953 GUŁag podporządkowano Ministerstwu Sprawiedliwości ZSRR, a następnie Ministerstwu Spraw Wewnętrznych ZSRR. W styczniu 1935 roku system obejmował milion więźniów, w 1938 przekroczył 2 miliony, a najwyższą liczebność osiągnął w 1950 roku: 2,6 miliona. Centrala Gułagu stała się także ważnym ośrodkiem administracji gospodarczej, przejmując nadzór nad przemysłem drzewnym, budownictwem kolejowym, drogowym, wodnym oraz przemysłowym.
Rozwiązany decyzją Ministerstwa Spraw Wewnętrznych ZSRR z 20 stycznia 1960, jednak ostatni więźniowie opuścili obozy dopiero w 1987 (zob. Perm-36).

## Chronologia nazw
- Zarząd Obozów OGPU (Управление лагерями ОГПУ, Uprawlenije łagierami OGPU) 1930
- Główny Zarząd Obozów OGPU (Главное управление лагерями ОГПУ, Gławnoje uprawlenije łagieriami OGPU) – 1930-1933
- Główny Zarząd Obozów i Osiedli Pracy OGPU (ГУ лагерей и трудовых поселений ОГПУ, Gławnoje uprawlenije łagieriej i trudowych posielenij OGPU) – 1933–1934
- Główny Zarząd Obozów i Osiedli Pracy NKWD ZSRR (ГУ лагерей и трудовых поселений НКВД СССР, Gławnoje uprawlenije łagieriej i trudowych posielenij NKWD SSSR) 1934
- Główny Zarząd Obozów, Osiedli Pracy i Miejsc Uwięzienia NKWD ZSRR (ГУ лагерей, трудовых поселений и мест заключения НКВД СССР, Gławnoje uprawlenije łagieriej, trudowych posielenij i miest zakluczenija NKWD SSSR) – 1934-1938
- Główny Zarząd Poprawczych Obozów Pracy i Osiedli Pracy NKWD ZSRR (ГУ ИТЛ (исправительно-трудовых лагерей) и трудовых поселений НКВД СССР, Gławnoje uprawlenije isprawitielno-trudowych łagieriej i trudowych posielenij NKWD SSSR) – 1938–1939
- Główny Zarząd Poprawczych Obozów i Kolonii Pracy NKWD ZSRR (ГУ ИТЛ и колоний НКВД СССР, Gławnoje uprawlenije isprawitielno-trudowych łagieriej i kołonij NKWD SSSR) – 1938–1946
- Główny Zarząd Poprawczych Obozów i Kolonii Pracy MSW ZSRR (ГУ ИТЛ и колоний МВД СССР, Gławnoje uprawlenije isprawitielno-trudowych łagieriej i kołonij MWD SSSR) – 1946-1953
- Główny Zarząd Poprawczych Obozów i Kolonii Pracy Ministerstwa Sprawiedliwości ZSRR (ГУ ИТЛ и колоний МЮ СССР, Gławnoje uprawlenije isprawitielno-trudowych łagieriej i kołonij MJu SSSR) – 1953−1954
- Główny Zarząd Poprawczych Obozów i Kolonii Pracy MSW ZSRR (ГУ ИТЛ и колоний МВД СССР, Gławnoje uprawlenije isprawitielno-trudowych łagieriej i kołonij MWD SSSR) – 1954–1956
- Główny Zarząd Poprawczych Kolonii Pracy MSW ZSRR (ГУ исправительно-трудовых колоний МВД СССР – ГУИТК, Gławnoje uprawlenije isprawitielno-trudowych kołonij MWD SSSR – GUITK) – 1956-1959
- Główny Zarząd Miejsc Uwięzienia MSW ZSRR (ГУ мест заключения МВД СССР – ГУМЗ, Gławnoje uprawlenije miest zakluczenija MWD SSSR – GUMZ) – od 1959

## Władze Gułagu

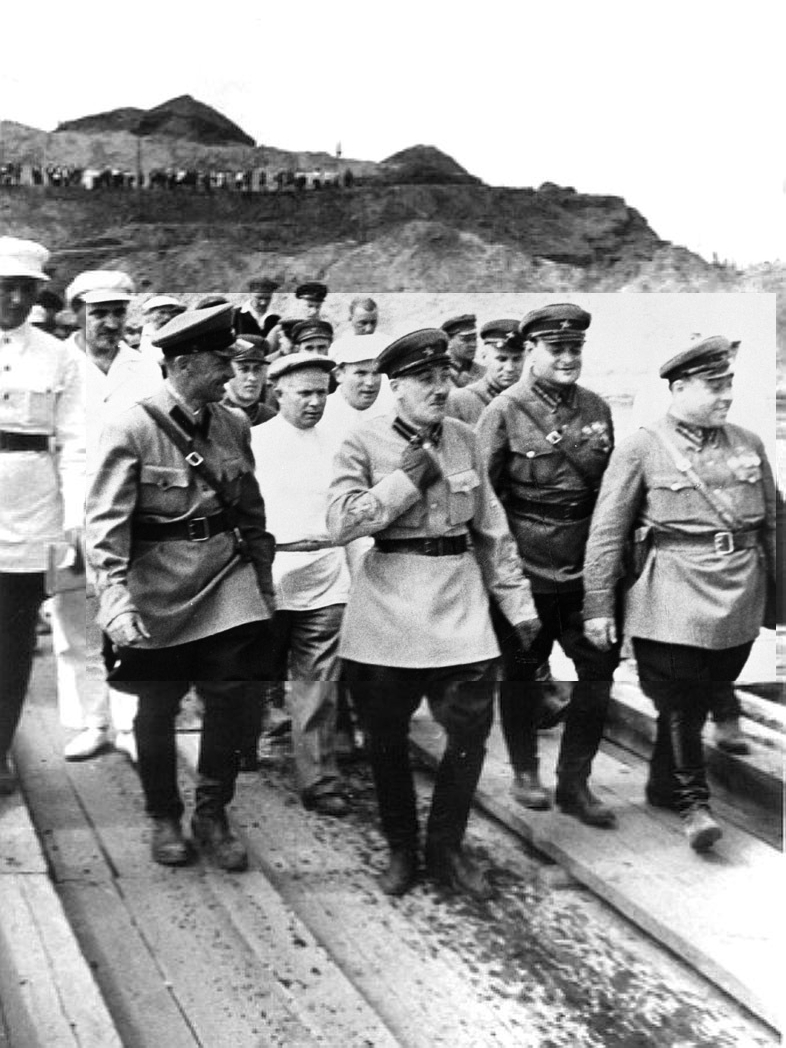
Gienrich Jagoda, szef NKWD, 1935

Szefowie zarządu (Начальники Управления):
- Fiodor Eichmans (Ф. И. Эйхманс) (kwiecień – czerwiec 1930)
- Łazar Kogan (Л. И. Коган) (do 9 czerwca 1932)Matwiej Berman, kierownik Gułagu w latach 30., i Naftali Frenkel

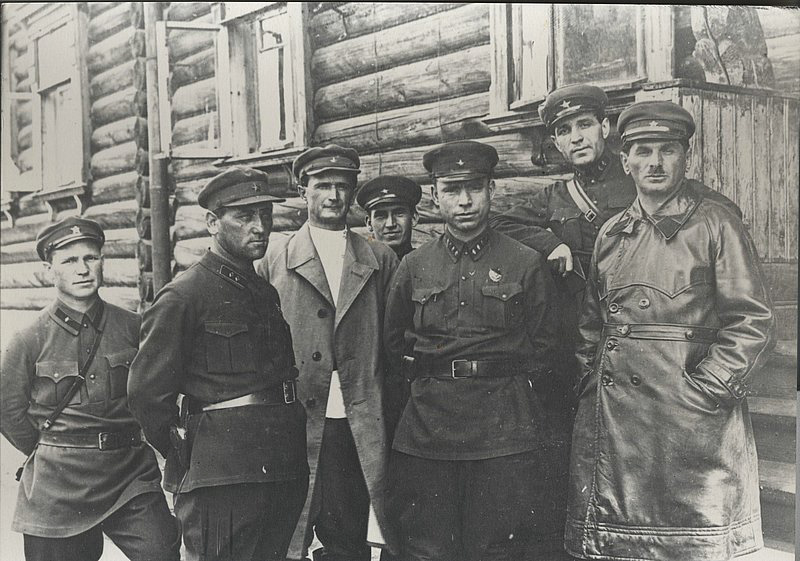
Matwiej Berman, kierownik Gułagu w latach 30., i Naftali Frenkel

- Matwiej Berman (М. Д. Берман) (do 16 sierpnia 1937)
- Izrail Pliner (И. И. Плинер) (do 16 listopada 1938)
- Gleb Fiłarietow (Г. В. Филаретов) (do 18 lutego 1939)
- Wasilij Czernyszow (В. В. Чернышёв) (do 26 lutego 1941)
- Wiktor Nasiedkin (В. Г. Наседкин) (do 2 września 1947)
- Gieorgij Dobrynin (Г. П. Добрынин) (do 31 stycznia 1951)
- Iwan Dołgich (И. И. Долгих) (do 5 października 1954)
- Siergiej Jegorow (С. Е. Егоров) (do 4 kwietnia 1956)
- Paweł Bakin (П. Н. Бакин) (do 6 maja 1958)
- Michaił Chołodkow (М. Н. Холодков) (do 13 czerwca 1960 – to jest do oficjalnego rozwiązania)

## Charakterystyka
Sieć łagrów składała się w szczytowym okresie z kilku tysięcy obozów pracy przymusowej rozlokowanych na terenie całego ZSRR. W obozach panowały skrajnie złe warunki bytowe, zbliżone do panujących w niemieckich obozach koncentracyjnych, a umieszczeni w nich ludzie byli przymuszani do wycieńczającej, niewolniczej pracy. Ideologicznym celem obozów była „reedukacja przez pracę”, a więźniowie nie byli przeznaczani do zagłady. W rzeczywistości niektóre obozy stanowiły miejsca faktycznej eksterminacji „wrogów ustroju”. Więźniowie wykonywali najgorsze rodzaje pracy – takie jak praca w kamieniołomach, kopalniach, wyrąb lasu, roboty ziemno-budowlane, budowa linii kolejowych, rurociągów itd. Złe warunki i przeciążenie powodowały masową śmiertelność, dochodzącą w niektórych obozach i okresach do 1/3 stanu osobowego rocznie; warunki były jednak bardzo różne.
W czasie II wojny światowej obozy zostały „zasilone” najpierw ludnością krajów podbitych (Polakami, Litwinami, Estończykami, Łotyszami), a następnie niemieckimi jeńcami wojennymi oraz tzw. „zdrajcami”, czyli byłymi żołnierzami Armii Czerwonej, którzy najpierw dostali się do niemieckiej niewoli, a następnie zostali odbici. Po drugiej wojnie światowej ponownie obozy były zasilane ofiarami czystek wewnętrznych w partii oraz przypadkowymi osobami z „donosu”. Klęski Armii Czerwonej w początkowym okresie wojny zmusiły władze do sformowania ze znacznej liczby więźniów oddziałów wojskowych. Więźniowie obozów uczestniczyli w większości wielkich inwestycji rozwijającej się intensywnie gospodarki ZSRR. Budowali huty w Magnitogorsku, kanał Białomorski, transsyberyjską magistralę kolejową, oraz zbudowali kilka syberyjskich miast (Norylsk, Workuta, Magadan). Dochodziło do walk pomiędzy poszczególnymi grupami więźniów, tzw. sucze wojny.

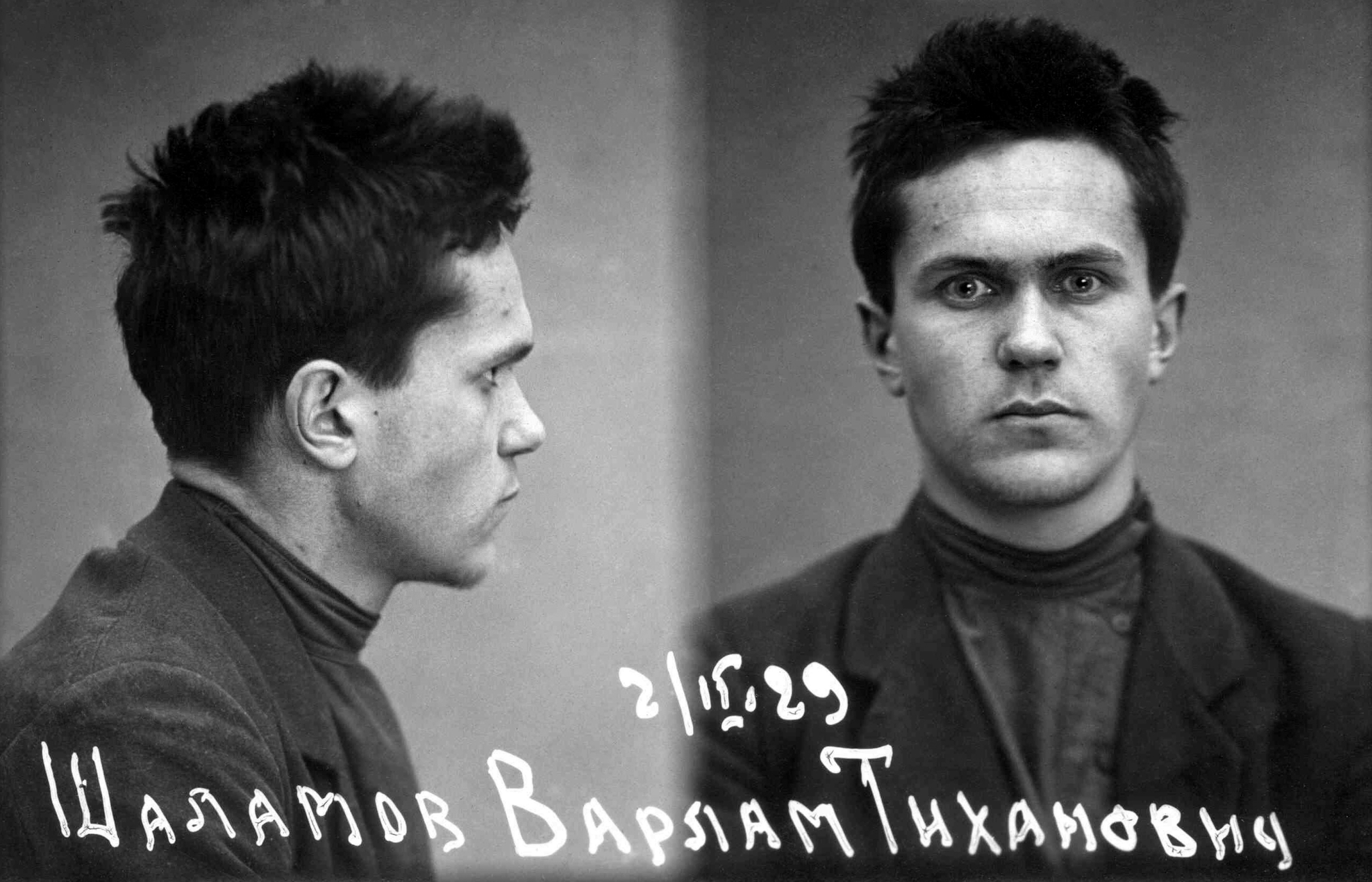
Warłam Szałamow po pierwszym aresztowaniu przez OGPU 1929

Niewielka część obozów, tzw. szaraszki, posiadała wyższy standard życia od reszty obozów. Szaraszki były unikatowymi na skalę światową obozami pracy niewolniczej, w których prowadzono badania naukowe i opracowywano nowe rozwiązania techniczne. Naukowcy odsiadujący wyroki w szaraszkach pracowali anonimowo, przekazując wyniki swoich badań „oficjalnym” naukowcom, którzy potem prezentowali je światowej opinii jako swoje własne. Wykonywano też w nich badania ściśle tajne, których ze względów etycznych i prawnych nie można było wykonywać oficjalnie, np. prace nad bronią chemiczną, atomową, bakteriologiczną.
Aleksandr Sołżenicyn w książce Archipelag GUŁag szacuje, że w obozach tego systemu uśmiercono od początku rewolucji do roku 1956 ok. 60 milionów ludzi. Przed otwarciem archiwów zachodni historycy debatowali intensywnie nad liczbą zatrzymań i ofiar. Spór ten był częścią fundamentalnego konfliktu w interpretacji sowieckiego systemu władzy - przedstawicieli teorii totalitaryzmu i przedstawicieli „szkoły rewizjonistycznej”. Robert Conquest podał w wydanej w 1968 r. książce Wielki Terror  liczbę 42 milionów ludzi, którzy zginęli bezpośrednio w obozach (ich zgony zostały oficjalnie „zaksięgowane” przez służby obozowe), oraz trudną do oszacowania (od 10 do nawet 30 milionów) liczbę ludzi, którzy nie zmarli w samych obozach, lecz w trakcie transportu oraz na skutek chorób i wycieńczenia już po wypuszczeniu z obozów. Robert Conquest (na podstawie danych archiwalnych) podaje też liczbę osób, które przewinęły się przez te obozy: w latach 1931–1932 w obozach przebywało stale około 2 miliony ludzi, w latach 1933–1935 – 5 milionów, w latach 1935–1936 – 6 milionów. W czasie drugiej wojny światowej nastąpił gwałtowny rozwój obozów i w latach 1942–1953 przebywało w nich już stale ok. 10-12 milionów ludzi, czyli mniej więcej 5% całej populacji ZSRR.
Obecnie spór co do liczby ofiar jest uważany za rozwiązany. Badania szacują, że około 28,7 do 32 milionów osób było ofiarami pracy przymusowej i zsyłek, a ostrożne szacunki podają, że liczba ofiar śmiertelnych wyniosła 2,7 miliona. Na początku czerwca 2018 r. okazało się, że niektóre dokumenty Gułagów nie zostały zarchiwizowane, lecz zostały zniszczone w 2014.

## Bunty więźniów
Do największych buntów więźniów należały:
- 1953: w Workucie, Norylsku, Karagandzie, Kolmie, Incie
- 1954: w Rewdzie (koło Swierdłowska), Karabaszu (na Uralu), Tajszecie, Reszotach, Kengirze, Szerubaj Nurze, Bałchaszu, Sachalinie, Incie
- 1955: w Workucie, Solikamsku, Potmie
- 1956: w Karagandzie (obóz Fedorowskij)

## Denializm
Od czasów powstania ZSRR istnienie łagrów oraz ich zbrodniczy charakter były kwestionowane na Zachodzie przez różne środowiska, mimo przedostających się na zachód relacji naocznych świadków.

## Łagry w kulturze masowej

### Filmy fabularne
- Cynga z 1991 – polski film w reż. Leszka Wosiewicza. Kanwą scenariusza były wspomnienia Jerzego Drewnowskiego pod tym samym tytułem.
- Zaginiony na Syberii z 1991 (ang. Lost in Siberia, ros. Затерянный в Сибири) – brytyjsko-radziecki film w reż. Aleksandra Mitty.
- Jeniec: Tak daleko jak nogi poniosą z 2001 (niem. So weit die Füße tragen) – niemiecki film w reż. Hardy’ego Martinsa(inne języki).
- Wichry Kołymy (Within the Whirlwind) z 2008 w reż. Marleen Gorris
- Niepokonani (The Way Back) z 2010 w reż. Petera Weira. Ekranizacja powieści Długi Marsz Sławomira Rawicza
- Dekabrystka(inne języki) (Декабристка) rosyjski serial z 2018 w reż. Iriny Gedrowicz i Olega Czewieliewa

### Filmy dokumentalne
- Kołyma – białe krematorium (TVP)
- Polacy na Syberii, reż. Jadwiga Nowakowska
- W borowickich łagrach, reż. Tadeusz Litowczenko
- Dwa dni w Riazaniu, reż. Krzysztof Gozdowski
- Skazani na Sybir, reż. Zbigniew Gajzler
- Powołanie, reż. Irena Kamieńska (dokument o Władysławie Bukowińskim, duszpasterzu w łagrach)
- Jerzy Michotek, reż. Janusz Horodniczy, Krzysztof Wojciechowski
- Pan Tadeusz, reż. Oleg Łazijew (dokument o Tadeuszu Marczuku, byłym więźniu w sowieckich łagrach)